# 那兰扎寺
那兰扎寺，藏语称“那兰扎贡巴”（威利转写：na len dra dgon pa）位于西藏自治区拉萨市林周县卡孜乡，是一座藏传佛教萨迦派寺院。

## 简介
那兰扎寺创建于1424年（一说1435年），是一座萨迦派寺院。
1992年，那兰扎寺活佛楚臣坚赞创办五明文化学校，创办宗旨是希望将藏医药等知识传给更多人。该寺创办后，21世纪初成为西藏唯一一所寺庙办的学校。2001年活佛楚臣坚赞圆寂后，桑布接任校长职务。该学校的学僧在8年中学习藏文、藏医、天文历算等课程，掌握大小五明（“大五明”指医学、工艺学、声律学、正理学、佛学；“小五明”指辞藻学、修辞学、韵律学、戏剧学、星象学）。学僧还需学习时事政治，民族宗教政策，并且参加该寺的集体佛事活动。该学校自创办至2003年，共有23名学僧毕业。
2003年，那兰扎寺五明学院成立并招收首批学员。该批学员来自西藏各寺庙，在8年中学习佛学、藏医、天文历算、梵文、诗词等文化知识。2010年4月27日，“那兰扎寺五明学院第一届学员毕业典礼仪式”举行，16名学员经8年学习后毕业。